# Les Bateaux amarrés
Les Bateaux amarrés est un tableau réalisé par le peintre néerlandais Vincent van Gogh en 1888. Cette huile sur toile représente des barques sur le Rhône à Arles, dans les Bouches-du-Rhône, en France. Elle est conservée au musée Folkwang, à Essen.